# ملموث سرگردان
ملموث سرگردان (به انگلیسی: Melmoth the Wanderer) یک رمان گوتیک از چارلز ماتورین، نمایشنامه‌نویس، رمان‌نویس و روحانی ایرلندی است که در سال ۱۸۲۰ منتشر شد. شخصیت اصلی رمان، دانشمندی است که در ازای ۱۵۰ سال زندگی اضافی، روح خود را به شیطان فروخت و اکنون در جستجوی کسی است که بتواند این قرارداد را به او منتقل کند. این داستان یادآور افسانه یهودی سرگردان است. این کتاب در ایران توسط علی طباخیان به فارسی ترجمه شده است.
این رمان از مجموعه‌ای از داستان‌های تو در تو تشکیل شده است که به تدریج داستان زندگی ملموث را آشکار می‌کند. این رمان تفسیرهای اجتماعی این رمان نقد اجتماعی بر انگلستان اوایل قرن نوزدهم ارائه می‌دهد و کاتولیک رومی را به نفع فضایل پروتستانی محکوم می‌کند.

## پس زمینه
ساختار کتاب به‌عنوان مجموعه‌ای از داستان‌های کوتاه به هم پیوسته، تصور اولیه از آن را منعکس می‌کند. در واقع، ماتورین از سوی ناشر خود برای انجام یک تعهد قراردادی تحت فشار بود، که تا حدودی «فرایند آشفته نوشتن (او) را» توضیح می‌دهد. ماتورین ساعت‌های زیادی را در کتابخانه مارش، اولین کتابخانه عمومی ایرلند (که در سال ۱۷۰۷ افتتاح شد)، که در فاصله کمی از خانه‌اش در خیابان یورک و محل کارش در خیابان آنژیر بود، صرف تحقیق دربارهٔ این رمان کرد. در این کتابخانه، ماتورین از منابع بسیاری، از جمله کتاب مقدس شاه جیمز، عبادت انگلیکن، آثار ویلیام شکسپیر، انئید ویرژیل، کتاب‌های جدلی و جزوه‌های انقلاب انگلستان در اواسط قرن هفدهم، تئاترهای قرن ۱۶ و ۱۷و ادبیات مختلف الهام گرفت. ماتورین هر روز زمان زیادی را صرف مطالعه در مارش می‌کرد که در نهایت یک میز مخصوص برای خود در آنجا تدارک دید.

## دستاوردها
آنوره دو بالزاک داستانی دنباله داستان ماتورین (ملموث مصالحه‌گر) نوشت و رمان ماتورین را شایسته جایگاهی در میان دون خوان مولیر، فاوست گوته و مانفرد لرد بایرون به عنوان یکی از نمادهای عالی ادبیات مدرن اروپا دانست.
اسکار وایلد در طول سفرهایش پس از آزادی از زندان، خود را سباستین ملموث نامید و این نام مستعار را از شخصیت عنوان رمان عموی بزرگش (ماتورین) و از سنت سباستین گرفته است.
مورخ ادبیات انگلیسی والتر رالی در کتاب خود به نام رمان انگلیسی (۱۹۰۵) اظهار داشت: «در فرانکنشتاین و ملموث سرگردان، اوج جنون رمانتیک به نمایش گذاشته شده است». این رمان توسط اچ‌پی لاوکرافت به‌عنوان «گامی عظیم در تکامل داستان‌های ژانر وحشت» توصیف شد، و موریس ریچاردسون نیز مقاله‌ای برای مجله لیلیپوت در تمجید از ملموث نوشت. ملموث سرگردان توسط کارل ادوارد واگنر به عنوان یکی از ۱۳ رمان برتر ترسناک فراطبیعی معرفی شد. توماس ام دیش در فهرست داستان‌های فانتزی کلاسیک خود ، ملموث سرگردان را در رتبه چهارم قرار داد. دوندرا پی وارما ملموث سرگردان را به عنوان «اوج دستاورد رمانس گوتیک» توصیف کرد. مایکل مورکاک ملموث سرگردان را به عنوان «یکی از کتاب‌های مورد علاقه‌اش» توصیف کرده است. استیون کینگ نیز از این کتاب به عنوان «بهترین و آخرین رمان دوران گوتیک» نام برده است.